# Romuald Dąbrowski
Romuald Dąbrowski herbu Jelita (ur. 25 października 1874 w Liteni, zm. wiosną 1940 w USRR) – generał brygady Wojska Polskiego, kawaler Orderu Virtuti Militari, ofiara zbrodni katyńskiej.

## Życiorys
Urodził się 25 października 1874 w Liteni, w ówczesnym powiecie suczawskim Księstwa Bukowiny, w rodzinie Józefa i Bronisławy z Lewickich. W latach 1882–1886 uczęszczał do szkoły powszechnej w Czerniowcach. W latach 1886–1888 uczył się w c. k. Szkole Realnej w Czerniowcach, a w latach 1888–1890 w c. k. Wojskowej Niższej Szkole Realnej w Koszycach.
W 1894 roku zakończył naukę w Korpusie Kadetów w Budapeszcie i rozpoczął zawodową służbę wojskową w cesarskiej i królewskiej armii. Jego oddziałem macierzystym był 44 węgierski pułk piechoty w Budapeszcie. W 1899 roku był adiutantem pułku. W latach 1912–1913 wziął udział w mobilizacji sił zbrojnych Monarchii Austro-Węgierskiej, wprowadzonej w związku z wojną na Bałkanach. W 1914 roku był komendantem oddziału karabinów maszynowych. I wojnę światową rozpoczął w stopniu kapitana, dowodząc kompanią karabinów maszynowych. W czasie służby awansował na kolejne stopnie w korpusie oficerów piechoty: kadeta–zastępcy oficera (1 września 1894 roku), podporucznika (1 listopada 1895 roku), porucznika (1 listopada 1899 roku), kapitana (1 listopada 1909 roku) i majora (1 sierpnia 1916 roku). Wojnę zakończył w stopniu podpułkownika.
8 lutego 1919 przyjęty został do Wojska Polskiego z dniem 1 listopada 1918, z zatwierdzeniem posiadanego stopnia podpułkownika ze starszeństwem z dniem 1 listopada 1918 i przydzielony do 15 pułku piechoty. W maju 1919 objął dowództwo II batalionu. W październiku tego roku dowodził Podgrupą „Słucz” w składzie 4 Dywizji Piechoty Frontu Wołyńskiego. Walczył w rejonie Olewska. 2 grudnia 1919 objął dowództwo 15 pułku piechoty „Wilków” i sprawował je do 19 stycznia 1920. 22 maja 1920 roku został zatwierdzony z dniem 1 kwietnia 1920 roku w stopniu pułkownika, w piechocie, w grupie oficerów byłej armii austro-węgierskiej. Pełnił wówczas służbę w Dowództwie Okręgu Generalnego „Poznań”. Od 24 sierpnia tego roku dowodził XXXV Brygadą Piechoty. 19 listopada objął dowództwo XXXVI Brygady Piechoty, a od 1 marca 1921 roku ponownie dowodził XXXV BP.
Jesienią 1921, w wyniku przejścia wojska na stopę pokojową, dowództwo XXXV BP zostało przeformowane w dowództwo piechoty dywizyjnej 18 DP, a płk Dąbrowski mianowany został dowódcą piechoty dywizyjnej 18 DP. Przejściowo pełnił obowiązki dowódcy tej wielkiej jednostki. 3 maja 1922 roku został zweryfikowany w stopniu pułkownika ze starszeństwem z dniem 1 czerwca 1919 roku i 30. lokatą w korpusie oficerów piechoty, a jego oddziałem macierzystym był wówczas 71 pułk piechoty. Następnie pozostawał oficerem nadetatowym 33 pułku piechoty w Łomży. 8 grudnia 1922 roku przeniesiony został do Rezerwy Oficerów Sztabowych Dowództwa Okręgu Korpusu Nr X w Przemyślu. Z dniem 1 grudnia 1923 roku został mianowany dowódcą piechoty dywizyjnej 28 Dywizji Piechoty w Warszawie. W 1926, po zamachu majowym objął dowództwo tej dywizji. 3 stycznia 1927 roku odkomenderowany został do Centrum Wyższych Studiów Wojskowych w Warszawie, w charakterze słuchacza III Kursu.
16 marca 1927 roku Prezydent RP Ignacy Mościcki, na wniosek Ministra Spraw Wojskowych marszałka Polski Józefa Piłsudskiego awansował go na generała brygady ze starszeństwem z dniem 1 stycznia 1927 roku i 4. lokatą w korpusie generałów. Następnego dnia został zwolniony ze stanowiska dowódcy 28 DP w Warszawie i mianowany dowódcą Okręgu Korpusu Nr IV w Łodzi.
24 czerwca 1927 roku zakończył naukę w CWSW i 9 lipca tego roku objął obowiązki dowódcy OK IV. 15 lipca 1927 roku został zwolniony z tego stanowiska i z dniem 30 września 1927 roku przeniesiony w stan spoczynku. Po zakończeniu służby mieszkał w Bochni przy ul. Solna Góra 616. W 1936 przeprowadził się do Stanisławowa na ul. Kamińskiego 5.
Po agresji ZSRR aresztowany. Figuruje na tzw. Ukraińskiej Liście Katyńskiej. Ofiary tej zbrodni zostały pochowane na otwartym w 2012 Polskim Cmentarzu Wojennym w Kijowie-Bykowni.
Żonaty z Elżbietą (Elizabeth), córką Franciszka Brolika, tenora opery wiedeńskiej, i Leopoldyny von Schweda. Para miała dwóch synów: Franciszka (1904–1962), komandora porucznika, zastępcę komendanta Wojskowej Składnicy Tranzytowej na Westerplatte, i Romualda (ur. 1905), rotmistrza Wojska Polskiego.

## Ordery i odznaczenia
- Krzyż Srebrny Orderu Wojskowego Virtuti Militari nr 1617[31] – 17 maja 1921 roku[32]
- Krzyż Walecznych czterokrotnie[8] (po raz pierwszy nr 5529 rozkazem 4 Armii z 18 grudnia 1920[33])
- Medal Pamiątkowy za Wojnę 1918–1921[8]
- Medal Dziesięciolecia Odzyskanej Niepodległości[8]
- Krzyż Kawalerski Orderu Zasługi Wojskowej[8]

austro-węgierskie
- Krzyż Zasługi Wojskowej 3 klasy z dekoracją wojenną po raz drugi[5]
- Krzyż Zasługi Wojskowej 3 klasy z dekoracją wojenną i mieczami[5]
- Srebrny Medal Zasługi Wojskowej z mieczami na wstążce Krzyża Zasługi Wojskowej[5]
- Brązowy Medal Zasługi Wojskowej z mieczami na wstążce Krzyża Zasługi Wojskowej[5]
- Brązowy Medal Zasługi Wojskowej na czerwonej wstążce[5]
- Krzyż Wojskowy Karola[5]
- Brązowy Jubileuszowy Medal Pamiątkowy dla Sił Zbrojnych[5]
- Krzyż Jubileuszowy Wojskowy[5]
- Krzyż Pamiątkowy Mobilizacji 1912–1913[5]